# MHC Mountfield Martin
MHC Martin byl slovenský hokejový klub.

## Historie
MHC Martin odehrál ve Slovenské extralize všechny sezóny kromě sezón 1999–00 a 2004–05, které strávil v 1. lize. Před sezónou 2017–18 klubu nebyla udělena licence kvůli finančním problémům, načež zanikl.

## Historie názvů
- 1932 – Slávie Martin
- 1945 – SK Spartak Martin
- 1965 – TJ Hutník Martin
- 1978 – TJ Hutník ZŤS Martin
- 1990 – HC Hutník ZŤS Martin
- 1994 – Martinskeho hokeja club
- 2003 – HC Martimex ZŤS Martin
- 2005 – MHC Martin
- 2010 – MHC Mountfield Martin
- 2016 – MHC Martin

## Sportovní úspěchy
- 2008/09 –  – Kontinentální pohár

## Jednotlivé sezóny
- 1993 / 1994 –  v extralize
- 1994 / 1995 – 6. místo v extralize
- 1995 / 1996 – 4. místo v extralize
- 1996 / 1997 – 4. místo v extralize
- 1997 / 1998 – 7. místo v extralize
- 1998 / 1999 – 10. místo v extralize
- 1999 / 2000 – 1. liga
- 2000 / 2001 – 8. místo v extralize
- 2001 / 2002 – 9. místo v extralize
- 2002 / 2003 – 6. místo v extralize
- 2003 / 2004 – 10. místo v extralize
- 2004 / 2005 – 1. liga
- 2005 / 2006 – 10. místo v extralize
- 2006 / 2007 – 5. místo v extralize
- 2007 / 2008 – 5. místo v extralize
- 2008 / 2009 – 7. místo v extralize
- 2009 / 2010 –  v extralize
- 2010 / 2011 – 9. místo v extralize
- 2011 / 2012 – 9. místo v extralize
- 2012 / 2013 – 10. místo v extralize
- 2013 / 2014 – 8. místo v extralize
- 2014 / 2015 – 7. místo v extralize
- 2015 / 2016 – Prohra ve čtvrtfinále play off s HC Košice 0 : 4 na zápasy v extralize
- 2016 / 2017 – Prohra ve semifinále play off s HC 05 Banská Bystrica 1 : 4 na zápasy v extralize